# Jan Šantroch
Jan Šantroch (* 19. října 1979 Mladá Boleslav[zdroj?]) je český režisér a herec.

## Život
Vystudoval herectví a poté studoval režii na DAMU a na FAMU.
V letech 2000–2010 hrál v několika pražských divadlech: Divadlo Komedie, Divadlo Na Fidlovačce, Divadlo Gong, hrál také na Letních shakespearovských slavnostech a hostoval v Městském divadle v Mladá Boleslavi.
Ve filmu debutoval v roce 2004 v Clochemerle, francouzském televizním zpracování románu Zvonokosy francouzského autora Gabriela Chevalliera v roli Claudia (postavy v českém prostředí známé jako Standa Botička díky překladu Jaroslava Zaorálka). V roce 2007 se objevil ve výrazné roli příslušníka SNB ve filmové adaptaci …a bude hůř kultovního románu Jana Pelce v režii Petra Nikolaeva. Objevil se ve spoustě filmů, televizních seriálů a také zahraničních produkcí, před kamerou spolupracoval s režiséry jako Jiří Krejčík, David Ondříček, Joel Schumacher a dalšími.
Jako režisér a scenárista debutoval na FAMU v roce 2009 svým studentským filmem Snění o samotě v hlavní roli s Markem Němcem a Josefem Somrem. Natáčí hudební klipy a reklamní spoty. V roce 2012 natočil krátkometrážní snímek Kytka (Sex, Lies and Flowers), který se promítal na festivalech Festival international du film d'Aubagne a Skena Up. Jeho absolventský film Priority s Robertem Jaškówem byl vybrán do užšího výběru na Cenu Magnesia za nejlepší studentský film roku 2014.

## Filmy, seriály, televizní tvorba
- 2004 – Clochemerle (TV film, Francie, Zvonokosy) – Claudius
- 2005 – Ranč U Zelené sedmy (TV seriál) – Jirka
- 2005 – Slečna Julie (TV film)
- 2005 – Restaurace U prince (TV film)
- 2007 – …a bude hůř – Fízl
- 2008 – Kuličky – člen společenství
- 2008 – The note (krátký film) – boy
- 2008 – Před domem (studentský film)
- 2009 – Jarmareční bouda
- 2009 – Příběh koně (záznam divadelního představení) – Fritz, Feofan
- 2011 – The Borgias (koprodukční TV seriál)
- 2011 – Tambylles – Filmař
- 2012 – Ve stínu – Reportér
- 2012 – Kytka – Policista
- 2014 – Die Hebamme (TV film, Německo)
- 2015 – Legends (TV seriál, USA) – Hotel worker
- 2015 – Takovej barevnej vocas letící komety – W. A. Mozart
- 2016 – Ostravak Ostravski
- 2017 – Policie Modrava (TV seriál) – Kebrle, podvodník
- 2017 – Mordparta (TV seriál) – Radek, kriminalista
- 2018 – Ohnivý kuře (TV seriál) – Pekárek, Viktorův věřitel
- 2018 – Důvěrný nepřítel – Recepční
- 2019 – Brecht (TV film, Německo) – Sagredo
- 2019 – Modrý kód (TV seriál) – Sovák
- 2019 – Krejzovi (TV seriál) – Simandl
- 2020 – Slunečná (TV seriál) – Cihelka
- 2021 – 1. mise (TV seriál) – Dozorčí
- 2022 – Specialisté (TV seriál) – František Šambora
- 2022 – Dáma a Král (TV seriál) – Pavel Synek